# 29e division d'infanterie (États-Unis)
Pour les articles homonymes, voir 29e division.
La 29e division d'infanterie américaine (US 29th Infantry Division en anglais), surnommée la division « Bleue et Grise » (« Blue and Gray » Division) est une division d'infanterie de l'armée américaine basée à Fort Belvoir, en Virginie. C'est une formation de l'Army National Guard (la force terrestre de la Garde nationale des États-Unis) et elle comprend des unités du Maryland, de Virginie et de Caroline du Nord.
L'histoire de la 29e division d'infanterie remonte aux origines de l'existence des États-Unis avec, en 1758, le recrutement pour la première fois de régiments dans le Maryland et la Virginie. Mais la division ne fut officiellement créée qu'en décembre 1917. Elle gagna rapidement le surnom de « Blue and Gray », reflétant le fait qu'elle comprenait des soldats d'états américains ayant combattu des deux côtés lors de la guerre de Sécession. Déployée en France au sein de la Force expéditionnaire américaine lors de la Première Guerre mondiale, elle combattit durement lors des derniers jours de la guerre, accusant de lourdes pertes. Démobilisée à la fin du conflit, elle resta une unité active de la Garde nationale. Durant la Seconde Guerre mondiale, elle participa au débarquement de Normandie le 6 juin 1944 à Omaha Beach, aux côtés des 1re division d'infanterie américaine, 2e division d'infanterie américaine, ainsi que des 2e et 5e bataillons de Rangers. Elle combattra ensuite durant la bataille de Normandie, particulièrement lors de la bataille de Saint-Lô, puis à travers la France jusqu'en Allemagne où elle restera jusqu'en janvier 1946. La division sera désactivée en 1968 avant d'être de nouveau opérationnelle en 1985. Si elle ne connut pas le feu pendant près de 50 ans, certaines de ces unités seront déployées au Kosovo au sein de la KFOR, à la base navale de la baie de Guantánamo, en Afghanistan et lors de la guerre d'Irak.

## Régiments de Virginie

### Aux origines de l'Amérique
Voici donc l'histoire des régiments de Virginie. Ainsi, en 1758 fut créé le 1st Virginia Regiment, commandé par le futur premier président des États-Unis, George Washington. Deux ans plus tard, en 1760, fut créé le second régiment appelé le 2d Virginia Regiment. Ces deux régiments réunis allaient donc participer aux batailles contre les Français du Québec et contre les Indiens.
Réorganisé en 1775, le 1st Virginia Regiment passe alors sous le commandement du colonel Patrick Henry. C'est également à la même époque que se déclara la guerre d'indépendance contre l'Angleterre (à partir du 16 décembre 1773). Ces deux régiments vont principalement se faire remarquer durant la bataille de Great Bridge qui permettra le départ définitif des troupes britanniques de l'État de Virginie.

### La guerre de Sécession
Un peu moins de cent ans plus tard, la guerre civile (généralement appelée la guerre de Sécession) sera un tragique évènement qui bouleversera l'histoire des États-Unis. Les 1st et 2d Virginia Regiments vont alors passer dans le camp des « confédérés » (CSA). L'un deviendra le Premier régiment de la Kemper's Brigade et l'autre sera transféré à la Stonewall Brigage, qui sera par ailleurs l'un des trois régiments du Brigadier General Thomas J. (Stonewall) Jackson à participer à la bataille de Bull Run au sein de l'armée confédérée.
À la fin de la guerre de Sécession, en 1865, le 1st Virginia Regiment change de nom et devient le 176th Infantry Regiment (en français 176e régiment d'infanterie), et le 2d Virginia Regiment devient le 116th Infantry Regiment (en français 116e régiment d'infanterie).
Cependant, seul le « 116e » sera engagé au sein de la 29e division d'infanterie durant la Première Guerre mondiale.
Lorsque cette division sera organisée (et ce jusqu'en 1941), l'une des deux brigades de la 29e sera constituée des deux régiments de Virginie, les régiments confédérés (du Sud). La composition sera donc la 88th Infantry Brigade + 176th Infantry Regiment + 116th Infantry Regiment.

## Régiments du Maryland

### Aux origines de l'Amérique
Parlons maintenant des régiments du Maryland. Les unités de milice frontalière de l'ouest de l'État du Maryland eurent à combattre les troupes britanniques dès le début de la guerre d'indépendance. En août 1775, deux compagnies de la milice quittèrent Frederick (dans le Maryland) pour atteindre Boston (dans le Massachusetts) en vingt et un jours de marche. Ces deux compagnies en question deviendront plus tard le 115th Infantry Regiment (en français 115e régiment d'infanterie).
Lors des débuts de la guerre d'indépendance contre les Britanniques, un notable de Baltimore nommé Mordeçài Gist commandera un détachement de cinquante-huit hommes rassemblés dans la ville le 3 décembre 1774. Ce sera ainsi le premier groupuscule militaire portant l'uniforme du Maryland. Par ailleurs, celle-ci sera une composante des troupes du Maryland fournies au général George Washington (évènement suivant une décision de l'assemblée du Maryland du 1er janvier 1776). Ce régiment prend alors le nom de son commandant, le colonel William Smallwood, qui participa à plusieurs batailles de cette guerre. Lorsque l'armée est réorganisée en décembre 1776, le régiment est alors absorbé par le 5th Maryland Infantry Regiment (5e régiment d'infanterie du Maryland), le Dandy Fifth.
Le régiment participera ainsi à la guerre de 1812, puis à la guerre de Sécession, en 1861.

### La Guerre de Sécession
Lors du début de la guerre civile, un évènement inattendu prend place. Deux régiment du Maryland, autrefois frères, décident alors de devenir ennemis. Le 1st Maryland décide de rester fidèle aux États-Unis d'Amérique et s'intègre à l'armée du Potomac. En revanche, de nombreux membres du 5th Maryland décident de rejoindre les forces confédérées.
Le 1st Maryland sera à l'origine du 115th Infantry Regiment, et le 5th Maryland sera quant à lui à l'origine du 175th Infantry Regiment. Le premier participera à la Première Guerre mondiale au sein de la 29e division d'infanterie.
Plus tard, une deuxième brigade (la 58th Infantry Brigade) rejoindra alors en 1941 la 29e division d'infanterie, composée du 175th Regiment et du 115th Regiment, tous deux originaires du Maryland.

## Origine de l'emblème
Mais d'où vient ce fameux emblème bleu et gris que portent tous les membres de la 29e sur leurs épaules ? L'origine remonte à la guerre de Sécession. Il s'agit en fait de l'opposition entre les troupes du Nord contre celles du Sud, les uniformes bleus contre les uniformes gris, le tout dans un yin yang coréen. Le logo de la 29th Infantry Division est né. À préciser que les troupes confédérées venaient du Maryland et les unionistes de la Virginie et tous deux ont fait partie de la 29th. D'où la symbolique du yin et du yang qui représente l'harmonie, la fusion des ennemis d'hier qui sont devenus les frères d'armes d'aujourd'hui.

## Slogan de la division
Le slogan de la division, 29 Let's Go (29e, on y va !) a été inventé par le major-général Charles H. Gerhardt. L'idée d'utiliser ce terme lui est venue lors du discours du général Dwight Eisenhower adressé aux troupes en prévision du débarquement de Normandie, en juin 1944.

## LaPremière Guerre mondiale
Seuls les 115th Infantry Regiment et 116th Infantry Regiment eurent la possibilité de participer au premier conflit mondial au sein de la 29e division d'infanterie. Formée en 1917 au camp Mac Clellan, les deux régiments sont ainsi fusionnés et sont regroupés dans la 58th Infantry Brigade.
La division est alors envoyée sur le front en France, commandée par le général Morton (en) dans un secteur plutôt calme, la trouée de Belfort. Le 22 septembre 1918, la brigade est envoyée plus au Nord-Ouest, afin de participer à l'offensive sur la Meuse et l'Argonne. Le 8 octobre commencent trois semaines d'engagement dans les tranchées. La division déplore 4 781 hommes morts dans les rangs.
Dix jours plus tard, la 29e rejoint le secteur de Metz, l'armistice est déclaré.

## Entre-deux guerres
À la fin de la Grande Guerre, la 29th Infantry Division est absorbée par la garde nationale.
C'est alors que la 57th Infantry Brigade (57e brigade d'infanterie) se sépare de la division. La 29e devient alors plus homogène avec sa 58e brigade d'infanterie (formée de deux régiments de Maryland ainsi que de la 88e brigade d'infanterie formée, elle, de deux régiments de Virginie, qui remplace alors la 87e brigade). La 29e division d'infanterie a trouvé ses racines.
C'est donc à partir de ce moment une division de la garde nationale formée de réservistes qui s'entraînent hebdomadairement.

## LaSeconde Guerre mondiale
Septembre 1939, l'Europe replonge dans la guerre. Le 3 février 1941, un acte du congrès américain institue le service national pour tous ainsi que pour les réserviste et la garde nationale. La 29th Infantry Division entre alors en « service actif ». Tous les gardes nationaux de Virginie, du Maryland et du Washington rejoignent leurs baraquements.
Le 13 février 1941, le major général Milton A. Reckford prend officiellement le commandement de la 29e division d'infanterie et rejoint son quartier général à fort Meade, Maryland. Sous son commandement se trouvent désormais 7 583 hommes, dont 656 officiers.
La division à ce moment est encore mal organisée : certains baraquements ne sont pas terminés, les soldats sont entassés et mal équipés (ils sont encore équipés des casques soup-plate qu'ils utilisaient depuis la Grande Guerre). De plus, la division est encore de type « carrée » (square division) composée alors de quatre régiments d'infanterie, répartis en deux brigades.
Pour compléter les effectifs, la division accueille, le 15 avril 1941, quelque dix mille nouvelles recrues à fort Meade, dont les classes vont durer treize semaines.
Les premières manœuvres de la division commencent dès le 13 septembre 1941. La division part alors dans le terrain de A.P. Hill en Caroline du Nord, puis fort Bragg le 27 du même mois. Le 20 octobre, les manœuvres rassemblent plusieurs divisions à cette occasion, dont notamment la 1st Infantry Division (les deux divisions se battront côte à côte le jour J sur Omaha Beach).
Le 7 décembre 1941, le Japon attaque Pearl Harbor. Le 8 décembre 1941, les États-Unis déclarent la guerre au Japon. Le pays d'oncle Sam est désormais engagé dans le conflit mondial aux côtés des Alliés.

### La29ese prépare à la guerre
La 29e est alors assignée dans la défense de la côte Est, plus précisément dans la baie de Chesapeake, en Caroline du Nord, pour parer à un éventuel débarquement. La 29e repousse un débarquement de la 1re division d'infanterie, lors d'un exercice amphibie à Cape Henry, non loin de Virginia Beach. Cet évènement sera un prélude à Omaha Beach (à la subtile différence que ce jour-là, la 29e avait à défendre et non à attaquer).
En janvier 1942, la division est « triangularisée », évolution générale des divisions de l'armée américaine à l'époque. Celle-ci perd alors son 176e régiment d'infanterie, compensée par un afflux de nouvelles recrues qui arriveront peu de temps après à fort Meade. La division reprend alors les manœuvres en Caroline du Nord, puis en Floride.
Le 6 septembre 1942, le major général L. T. Gerow signale à sa division que celle-ci doit se tenir prête à un départ outre-mer. Les emblèmes sont décousus des uniformes, effacés des véhicules, et la destination reste secrète jusqu'au dernier moment. La 29e entame alors sa migration par camp Kilmer, dans le New Jersey. Le 26 septembre 1942, après être arrivés à Jersey City, un tiers de la 29th Infantry Division embarque sur le Queen Mary, suivi par le Queen Elizabeth le 5 octobre, qui embarquera le reste de la division. Destination l'Europe.
Le Queen Mary arrive à Greenock, en Écosse, le 3 octobre 1942. Dès lors, les hommes de la 29e savent qu'ils entrent pleinement dans la guerre (durant leur traversée dans l'Atlantique, ceux-ci furent les témoins du torpillage qui coûta la vie à 332 marins britanniques). Le Queen Elizabeth arrive à son tour le 11 octobre. Leur séjour en Écosse sera cependant bref, puisqu'ils quittent le pays et partent dans le sud de l'Angleterre peu de temps après.
La division est la deuxième unité américaine installée dans le Royaume-Uni à ce moment.
Arrivée en Angleterre, la 29e se retrouve une fois de plus nez à nez avec la 1re division d'infanterie, qui s'apprête elle à partir en Afrique du Nord. La Blue & Gray division commence alors ses entraînements, dans l'objectif d'un débarquement sur les côtes françaises. Ceux-ci sont durs : une marche de 40 kilomètres plus une marche de 64 kilomètres chaque semaine, qui permettra de tester la forme physique des hommes de la division. Ceux qui ne sont pas aptes sont mutés.
Le 22 juillet 1943, le major général Charles H. Gerhardt prend le commandement de la 29th Infantry Division, et ce, jusqu'à la fin de la guerre. Celui-ci restera connu pour avoir inventé le slogan de la division 29 Let's Go!, mais également pour avoir été très rigoureux envers ses hommes. Il fut particulièrement aimé et respecté par ses hommes, tellement qu'il fut surnommé Uncle Charlie (oncle Charlie).

### La29esur le front
La 29e arrive sur le front pour la première fois le 6 juin 1944, lors du débarquement de Normandie, sur Omaha Beach. Il s'agit alors du 116th Infantry Regiment qui se battra aux côtés de régiments de la 1st Infantry Division et de la 2d Infantry Division.
Confrontés à des tirs nourris venant d'ennemis entraînés et aguerris, et qui plus est, quasi indemnes malgré les bombardements précédant le débarquement, les GI's réussirent à installer une tête de pont et à sécuriser la ville d'Isigny le 9 juin (trois jours plus tard). La division avancera alors en direction de Saint-Lô, qui arrivera dans les mains des Alliés le 18 juillet. La bataille et la prise de Vire le 8 août 1944, les pertes, cent huit tués et quatre disparus dans la bataille.
La division prend alors le cap de Brest où elle participe à son assaut du 25 août au 18 septembre.
Après un repos mérité, la division est affectée à des positions défensives, notamment à Teveren-Geilenkirchen en Allemagne, jusqu'en octobre ou elle prend part à la bataille d'Aix-la-Chapelle.
Le 16 novembre, la 29e division d'infanterie part pour la Ruhr, puis défend le secteur du 8 décembre 1944 au 23 février 1945. En mars, la division reste inactive et se repose.
En avril, le 116e régiment d'infanterie participe à la prise de la Ruhr puis avancera jusqu'à l'Elbe pour défendre jusqu'au 4 mai. Pendant ce temps, le 175e régiment d'infanterie s'occupa de la forêt de Kloetze.
Après la victoire en Europe (Victory in Europe ou V-E Day), la division restera en suspens dans l'enclave de Bremen.

### Mobilisations de la division enEurope
- 22 octobre 1943 : V Corps, 1re armée
- 14 juin 1944 : XIX Corps
- 1er août 1944 : XIX Corps, 1re armée, 12e groupe d'armées
- 12 août 1944 : V Corps
- 19 août 1944 : 1re armée, 12e groupe d'armées, mais attachée au VIII Corps, 3e armée, 12e groupe d'armées
- 5 septembre 1944 : VIII Corps, 9e armée, 12e groupe d'armées
- 21 septembre 1944 : XIX Corps, 1re armée, 12e groupe d'armées
- 22 octobre 1944 : XIX Corps, 9e armée, 12e groupe d'armées
- 20 décembre 1944 : XIX Corps, 9e armée (attachée au 21e groupe d'armées britanniques), 12e groupe d'armées
- 23 décembre 1944 : XIII Corps
- 4 février 1945 : XIX Corps
- 29 mars 1945 : XVI Corps
- 4 avril 1945 : XVI Corps, 9e armée, 12e groupe d'armées
- 5 avril 1945 : 9e armée, 12e groupe d'armées
- 12 avril 1945 : XVI Corps
- 17 avril 1945 : XIII Corps
- 4 mai 1945 : XVI Corps

### Bilan final
La 29e division d'infanterie aura passé 242 jours sur le front, en Europe. Elle aura participé au jour J, à la bataille de Normandie, à la prise du Rhin et d'autres actions en Europe centrale.
La division aura mérité 4 Distinguished Unit Citations (citation promulguée à toute unité s'étant distinguée au combat).
Croix de guerre 1939-1945 française avec palme, pour son action le 6 juin 1944.
Les médailles suivantes auront été décernées aux soldats :
- 2  Medal of Honor (médailles d'honneur) ;
- 44  Distinguished Service Cross ;
- 1  Distinguished Service Medal ;
- 854 Silver Stars ;
- 17 Legion of Merit ;
- 24 Soldier Medals ;
- 6 308 Bronze Stars.

La 29e division d'infanterie retournera aux États-Unis le 4 janvier 1946 et sera démobilisée deux semaines plus tard.

## Commandants de la division
Voici les officiers supérieurs qui eurent à commander la 29e division d'infanterie :
- Brigadier général Charles W. Barber (du 28 juillet au 25 août 1917) ;
- Major général Charles G. Morton (du 25 août au 24 septembre 1917 ; du 6 décembre au 1er décembre 1917 ; du 26 décembre 1917 au 23 mars 1918 et du 26 mars 1918 jusqu'à la démobilisation) ;
- Brigadier général William C. Rafferty (du 24 septembre au 6 décembre 1917 ; du 11 décembre au 26 décembre 1917 ; du 23 au 26 mars 1918) ;
- Major général Milton A. Reckord (de 1934 à janvier 1942) ;
- Major général Leonard T. Gerow (de février 1942 à juillet 1943) ;
- Major général Charles H. Gerhardt (de juillet 1943 jusqu'à sa démobilisation) ;
- Major général H. Steven Blum (d'août 1999 jusqu'à août 2002) ;
- Major général Daniel E. Long, Jr. (d'août 2002 jusqu'à novembre 2004) ;
- Major général Arthur H. Wyman (de novembre 2004 jusqu'à nos jours).

## Organisation (finale) de la division
Organisation de la division après sa « triangularisation » :
- 115e, 116e et 175e régiments d'infanterie ;
- 110e, 111e, 224e et 227e bataillons d'artillerie ;
- 121e bataillon de génie.

## De nos jours
Le drapeau de la division a été retiré en 1968 en raison de la réorganisation des gardes nationales. Divers régiments furent alors réorganisés en tant que des brigades d'infanterie autonomes ou alors assignées dans d'autres divisions, notamment la 28e division d'infanterie.
À l'occasion des commémorations du jour J le 6 juin 1984 (quarantième anniversaire), la 29e division d'infanterie a été réactivée en tant que garde nationale légère. À ce moment, la division fut composée du 116e régiment d'infanterie de Virginie, du 111e régiment d'artillerie de Virginie, du 115e régiment d'infanterie ainsi que des 175e régiment d'infanterie et 110e régiment d'artillerie du Maryland.
En 1995, la 26e division d'infanterie a été incorporée au sein de la 29e division d'infanterie, devenant ainsi la 26e brigade, dont le quartier général se trouve dans le Massachusetts.
La 29e division d'infanterie a été mobilisée en Bosnie-Herzégovine dans le cadre des missions SFOR.
Pour finir, à la suite des attaques du 11 septembre 2001, de nombreux détachements de la division ont participé à la « guerre contre le terrorisme » en s'impliquant aux opérations Noble Eagle, Iraqi Freedom et Enduring Freedom.